# Изложница

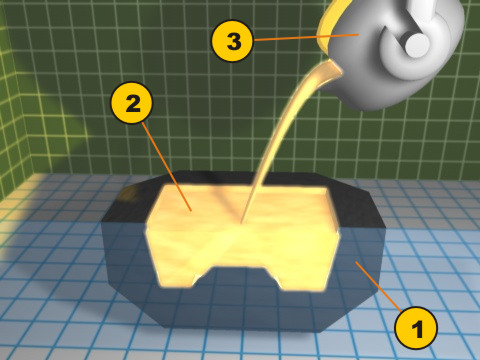
Литьё в открытую изложницу. 1 — изложница; 2 — жидкий металл; 3 — разливочный ковш

Изло́жница — форма, заполняемая расплавленным металлом для получения слитка, в другом источнике указано что «Изложница — форма, в которую выливается стальная болванка».
На Руси (в России), в различных краях (странах), также называлась льяло, льяк, гнездо, калынь, колыбь, форма для отливки, матрица.

## Классификация
Изложницы могут быть цилиндрические и конические, и могут изготовляться из металла, глины, гипса, земли и применяются для отливки расплавленного металла. По конструкции делятся на цельные, составные (разборные) и бутылочные, глуходонные и сквозные.

## В чёрной металлургии
Изложницы отливают обычно из чугуна, так как чугун имеет относительно невысокую стоимость, обладает хорошими литейными свойствами и отливки из чугуна при нагреве почти не коробятся. В некоторых случаях (например, для отливки крупных кузнечных слитков) изложницы отливают из низкоуглеродистой качественной стали, предварительно подвергнутой вакуумированию. Размеры и форма изложницы, определяющие форму слитка, зависят от следующих факторов:
- Вида продукции (прокатные слитки поступают в прокатный цех, кузнечные — в кузнечно-прессовый).
- Назначения (для получения сортовой заготовки используют обычно слитки квадратного сечения, для проката на лист — прямоугольного, для получения труб, колёс, бандажей — круглого или многогранного).
- Мощности прокатных станов (от этого зависят масса и размеры слитка).
- Степени раскисленности (слитки спокойной и кипящей стали имеют обычно различную форму, соответственно различную форму имеют изложницы).
- Способа разливки (сверху или сифоном).
- Требований к качеству металла и его однородности (чем больше масса слитка, тем дольше он застывает, тем в большей степени развиваются в нём ликвационные явления и соответственно неоднородность свойств). Для повышения производительности обжимных станов (блюмингов и слябингов) целесообразно иметь крупные слитки, однако в ряде случаев при отливке крупных слитков не обеспечивается нужное качество стали[3].

Стойкость изложниц зависит от состава и качества чугуна, из которого изложница изготовлена, состава и температуры разливаемой стали, от условий эксплуатации изложниц в данном цехе и от конструкции изложницы (при данной массе слитка). Для изготовления изложниц обычно используют чугун примерно следующего состава: 3,8 % углерода; 1,8 % кремния; 0,9 % марганца; 0,2 % фосфора с минимальным содержанием серы. Некоторое количество хрома в составе чугуна повышает стойкость изложниц. Стойкость изложниц в значительной степени зависит от её жёсткости, даже очень небольшое коробление приводит к быстрому выходу чугунной изложницы из строя. Для предупреждения образования продольных трещин торцы изложниц упрочняют стальными бандажами.
Для удобства извлечения слитка из изложницы (или снятия изложницы со слитка) стенки изложниц всегда выполняют с некоторой (1—4 %) конусностью, поэтому изложницы разделяют на расширяющиеся кверху или книзу. Изложницы могут быть с дном и без дна. В первом случае их называют глуходонными, во втором — сквозными. В первом случае слиток извлекают из изложницы, а она остаётся на месте, во втором изложницы снимают со слитка, сам же слиток остаётся стоять на поддоне. В тех случаях, когда металл разливают сверху, изложница (или поддон) в месте удара струи быстро выходит из строя, поэтому в данном месте устанавливают сменяемые пробки. Для уменьшения разбрызгивания струи при её ударе в донной части изложницы предусмотрено углубление.
В современной металлургии разливка в изложницы заменяется непрерывной разливкой.

## В ювелирном деле
Изложница — непременный атрибут ювелирной мастерской. Изложница для драгоценных металлов имеет небольшие размеры и изготовляется из чугуна или стали. Иногда они покрываются защитным покрытием. Разборные изложницы являются, как правило, универсальными, так как позволяют выставлять ширину слитка и максимально приблизить размер слитка к форме требуемой заготовки (по площади), что в ряде случаев сильно снижает объём работ при последующей раскатке, что особенно ценно при прокладке в ручных вальцах из-за снижения трудоёмкости операции.

Ювелирная разборная изложница
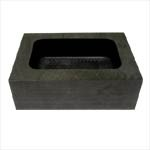
Графитовая изложница
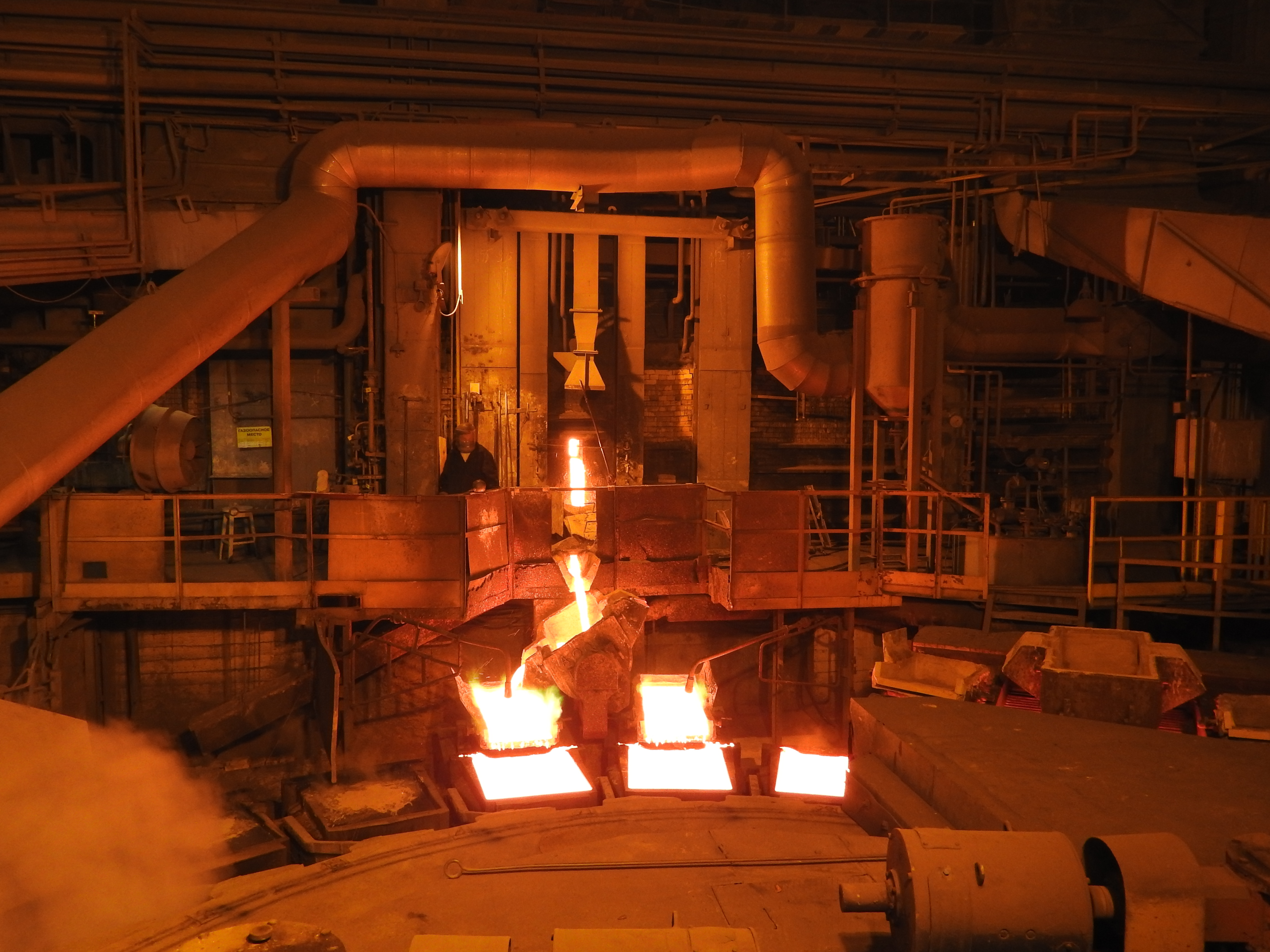
Розлив расплавленной меди в изложницы на карусельной разливочной машине (Уралэлектромедь)
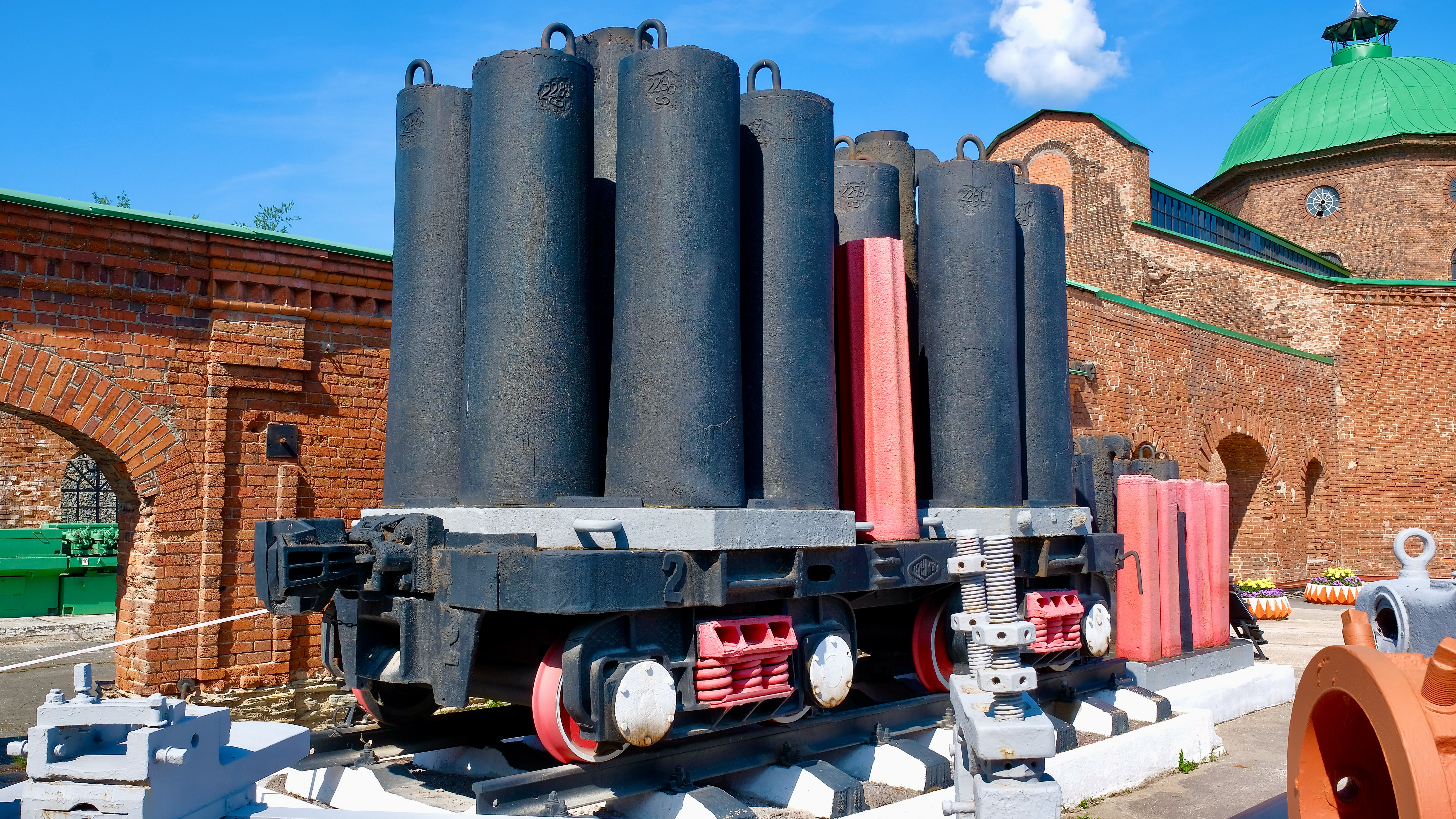
Железнодорожная платформа с изложницами в музее «Северская домна»